# Mount Malone
Mount Malone ist ein 2460 m hoher Berg im westantarktischen Ellsworthland. Er ragt 13 km östlich des Mount Barden im nördlichen Teil der Sentinel Range des Ellsworthgebirges auf. Er ist der höchste Gipfel der Sostra Heights.
Der United States Geological Survey kartierte ihn anhand eigener Vermessungen und mithilfe von Luftaufnahmen der United States Navy zwischen 1957 und 1959. Das Advisory Committee on Antarctic Names benannte ihn 1961 nach Captain Wallace R. Malone (1922–2001) von der United States Air Force, der an der Errichtung der Südpolstation in den Jahren 1956 bis 1957 beteiligt war. Nach anderer Darstellung kommt als Namensgeber auch Donald Van Malone (1935–2005) in Frage, der an der Erstellung von Luftaufnahmen der Sentinel Range beteiligt war.